# 南亞花葉蘚
南亞花葉蘚（学名：Calymperes strictifolium）为花葉蘚科花葉蘚屬下的一个种。

## 扩展阅读
- 維基物種上的相關：南亞花葉蘚